# Río Collón Curá
El río Collón Curá es un río del sudoeste de la Argentina en la provincia del Neuquén. Nace en la confluencia de los ríos Aluminé y Chimehuin, y recorre un amplio valle entre mesetas en dirección sudeste, hasta desembocar en el río Limay, del cual es el principal afluente.
En varias cartas geográficas del Ejército Argentina figura el nombre de Collón Curá para el río Aluminé desde unos 15 km aguas arriba de la confluencia con el Chimehuin, situando su nacimiento en la confluencia con el río Catán Lil.
No tiene afluentes por su margen izquierda, y su único afluente importante por la margen derecha es el río Caleufú. Es un típico río de la meseta patagónica: su cauce tiene un recorrido sin mayores saltos, y desciende lentamente a través de una estepa desértica; en sus orillas crecen escasos sauces introducidos de Europa. Es navegable con canoas, botes, balsas y otras embarcaciones de pequeño porte.
En sus orillas, en la confluencia con el río Caleufú, se hallaban grandes concentraciones de mapuches, de los pueblos originarios de la región. En la época de la Conquista del Desierto, hasta el año 1879, allí se encontraban las tolderías del más poderoso cacique de los indígenas del sur, Sayhueque.
El valle es famoso por sus dos actividades en las que se destaca: en sus aguas la pesca de salmónidos, y en tierra la Observación de Aves. Sus aguas no han sido aprovechadas para riego.
Existen planes para construir una presa de embalse, para producir electricidad sobre este río, pero su construcción se ha pospuesto indefinidamente por la posible existencia de un manto subterráneo de grava, que comprometería la impermeabilidad del mismo y por los graves efectos a la diversidad biológica en este enclave destacado de la Patagonia.
Junto al río corre un tramo de la Ruta 40, la que recorre de sur a norte casi toda la Argentina.

## Observación de aves
En cuanto a la observación de aves, es cita permanente de visitantes de todo el mundo que llegan desde septiembre a marzo a buscar sus casi 200 especies, que incluyen abundantes poblaciones de águila mora con nidos, grandes grupos de choiques, agachonas, patos de anteojos y monjitas castañas entre otros.
El valle, declarado Área Importante para la Conservación de las Aves por Birdlife international, es también el marco anual de la Feria de Aves de Sudamérica y de las actividades de Aves Patagonia. 
- Datos: Q2915363
- Multimedia: Río Collón Curá / Q2915363